# Martha Cooperová

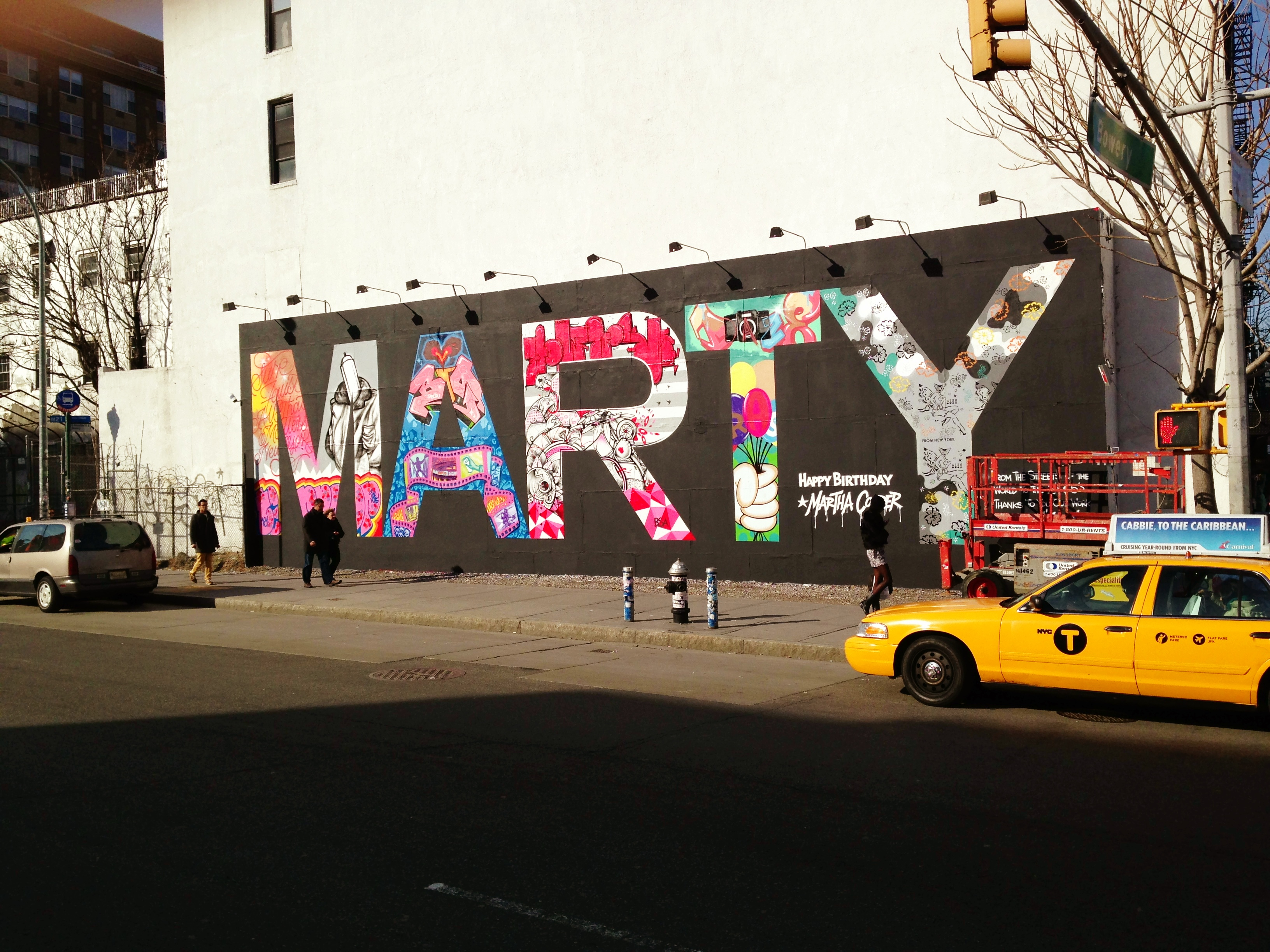
U příležitosti 70. narozenin fotografky několik umělců vytvořilo toto dílo na manhattanské Houston Street, březen 2013

Martha Cooperová (nepřechýleně Cooper; * 9. března 1943 v Baltimore, Maryland, USA) je americká fotografka. Spolupracovala s časopisem National Geographic, byla členkou redakce New York Post. Známou se stala zejména díky dlouhodobému dokumentování graffiti, street artu, mural artu a dalších tvůrčích směrů propojených s hip hop subkulturou. Tématu se věnuje už od 70. let 20. století.

## Život a dílo
Narodila se v průběhu druhé světové války v Baltimoru, což je největší město ve východoamerickém státu Maryland. Vystudovala etnologii na univerzitách v Oxfordu a Cambridge. V 60. letech minulého století pracovala pro časopis National Geographic, později byla zaměstnancem deníku New York Post. Její fotografie se objevovaly v řadě odborných i populárních časopisů a také v knihách.
Ke graffiti se dostala prostřednictvím fotografování dětí ulice. Náhodně se setkala s Dondim, který byl jedním z nejvlivnějších newyorských tvůrců graffiti v historii směru. Začala dokumentovat jeho dílo a také práce podobně tvořících writerů. Z těchto snímků vznikla kniha zachycující street art subkulturu, kterou vydala v roce 1984 s Henry Chalfantem a nazvala ji Subway Art. Knize se přezdívá bible graffiti a prodalo se jí přes půl milionu výtisků.
Martha pracovala více než dvacet let jako fotografka newyorského centra City Lore, jehož cílem je dokumentovat umění ulice. Její snímky prošly řadou světových galerií. Díky její práci přežilo na fotografiích umění, jehož životnost se běžně počítá na týdny či měsíce. Mezi další její knihy patří R.I.P.: Memorial Wall Art (1994), Hip Hop Files: Photographs 1979–1984 (2004), We B Girlz (2005, s Nikou Kramer o ženách v graffiti), Street Play, From Here to Fame (2005), New York State of Mind (2007), Going Postal (2009) nebo Tag Town o počátcích street artu v New Yorku.
V roce 2013 pracovala na projektu Sowebo, ve kterém zachycuje problémové předměstí Baltimoru zasažené kriminalitou, drogami a sociálním vyloučením. Také se zaměřuje na boom graffiti v Jihoafrické republice.

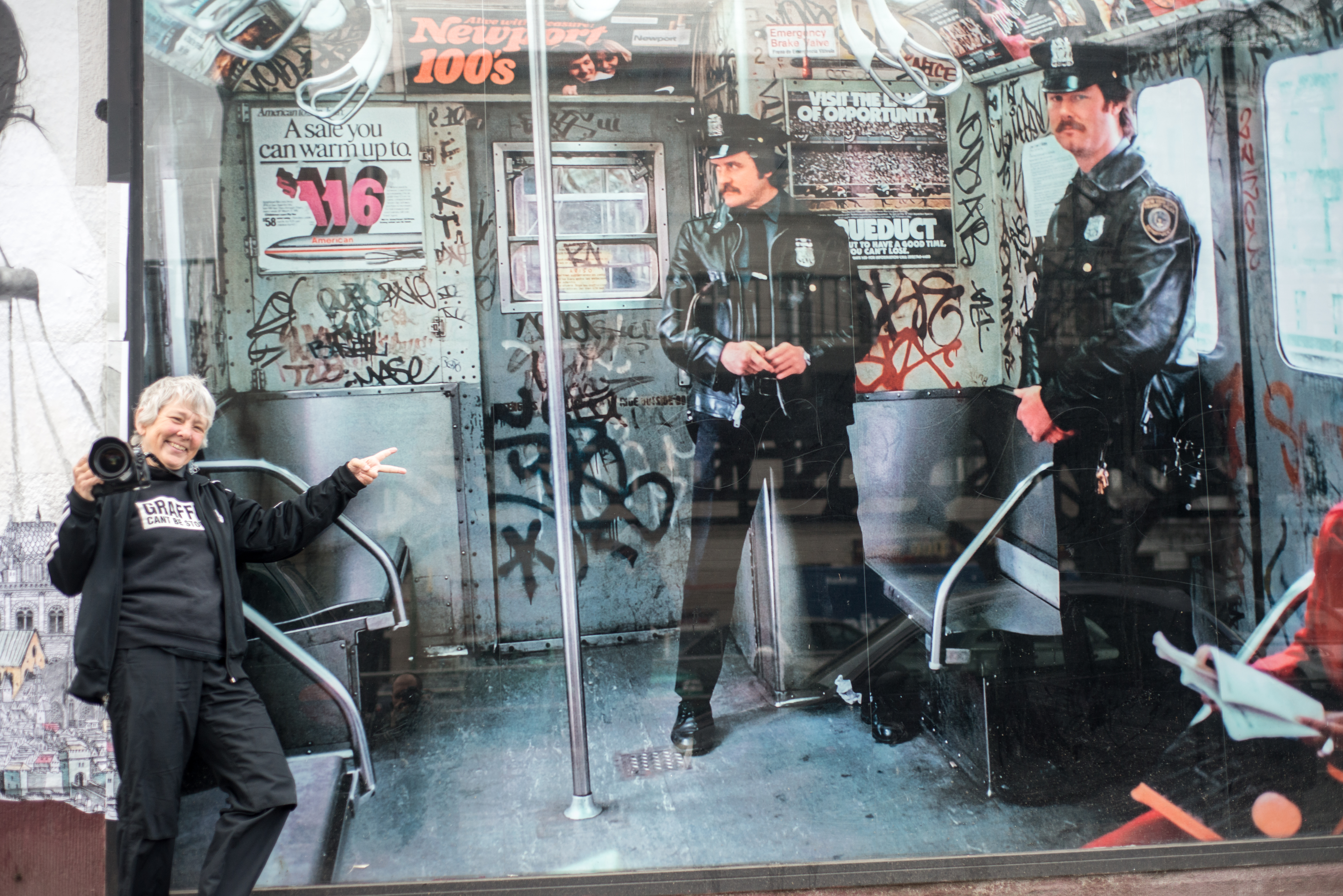
Martha in front of a Photo-Instalation in Berlin, 2014.

V dubnu 2013 Martha Cooperová poprvé navštívila Prahu a vystavila své práce v libeňské galerii Trafačka.